# Zolfo (alchimia)

Simbolo alchemico dello zolfo

Lo zolfo in alchimia era ritenuto l'elemento primordiale che insieme al mercurio potesse essere trasformato in qualsiasi altro metallo, in special modo l'oro.

## Impieghi

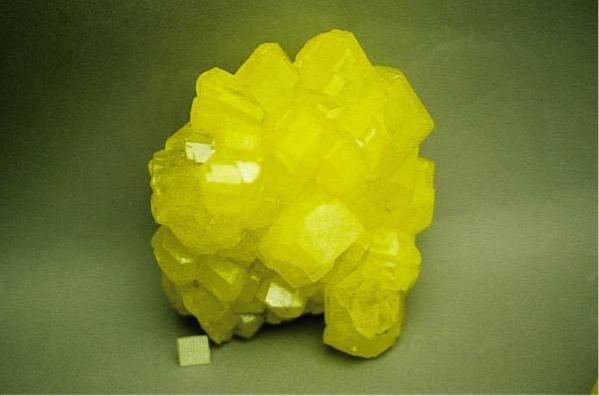
Cristalli di zolfo

Lo zolfo (in sanscrito gandhaka, in latino sulphur, forse derivante a sua volta dal latino sol o sal, «sale», + il greco πῦρ, pyr, «fuoco») era già noto agli antichi, e viene citato nella storia biblica della genesi. Un equivalente arcaico di lingua inglese chiama lo zolfo brimstone, che significa «pietra che brucia» (stone + brim derivante dal termine medievale brennen, «bruciare»), oppure «pietra dell'orlo» perché si trova facilmente sul bordo dei crateri di vulcani. Altre fonti fanno derivare il termine zolfo dall'arabo sufra, che vuol dire giallo. Lo zolfo fu menzionato da Omero nel IX secolo a.C., e veniva utilizzato sia come arma incendiaria di guerra insieme al carbone e al catrame, sia come medicinale.
Nel XII secolo i Cinesi inventarono la polvere da sparo che è una miscela di nitrato di potassio (KNO3), carbone e zolfo. I primi alchimisti diedero allo zolfo il suo simbolo alchemico, un triangolo sopra una croce; attraverso i loro esperimenti scoprirono che il mercurio poteva combinarsi con lo zolfo.

## Proprietà alchemiche

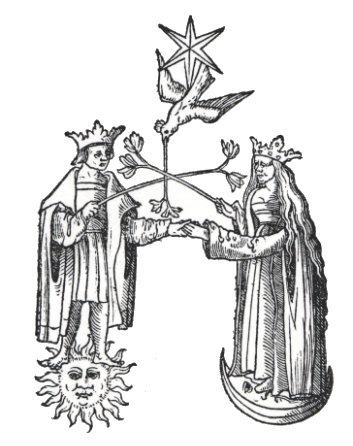
Le nozze alchemiche tra Sole e Luna

Le proprietà filosofico-spirituali dello zolfo, dedotte per analogia da quelle fisiche, sono complementari al mercurio: mentre quest'ultimo è associato alle qualità femminili della Luna, dell'acqua, della passività, lo zolfo è simbolo maschile del sole, del fuoco, dell'attività, della coscienza, dell'individualità. Interagendo col mercurio liquido esso doveva trasformarlo in mercurio igneo per realizzare le nozze alchemiche tra Luna e Sole, e ottenere così l'oro dei filosofi, capace di risanare la corruzione della materia.
Paracelso vi aggiunse anche il sale, portando a tre i componenti dell'opera di riunificazione alchemica, ognuno esprimente una diversa capacità di trasmutazione della materia: lo zolfo per la combustione, il mercurio per la plasticità, ed il sale per la solubilità. Si tratta dei tre componenti corrispondenti nell'uomo rispettivamente a spirito, anima e materia.
(Michael Sendivogius, Tractatus de Sulphure, 1616 )
Quale principio maschile, lo zolfo era ritenuto in particolare il «seme» di natura dal quale nascono e crescono i metalli, ritenuti entità vive come piante ed animali. Esso era l'elemento primordiale, che conferisce individualità e specificità alla vitalità indifferenziata del mercurio, generando la varietà di metalli.
benché da un seme sol vengano tutti

secondo i vasi crassi o spessi o rari

e Piombo e Stagno e Rame escon produtti.»
(Francesco Maria Santinelli, Carlo V, 1659 )
Lo zolfo filosofico si distingue tuttavia dallo zolfo volgare presente in natura, perché quest'ultimo rappresenta piuttosto la pesantezza delle scorie e dei vizi, le cui esalazioni sono spesso associate al diavolo e all'inferno, bruciando le quali va convertito nel suo opposto celeste.